# 中国国家现代五项队
中国国家现代五项队，代表中华人民共和国参加现代五项运动国际比赛的运动队，成立于1984年，由中国现代五项运动协会管理。

## 现代五项运动在中国
现代五项是一项在欧洲流行已久的运动，但它在中国目前仍处于普及阶段。1980年，中国现代五项协会成立，逐步发展现代五项运动。直至目前，全国注册的现代五项运动员不足百余人。而中国观众对现代五项仍然比较陌生，大部分人甚至还不知道比赛中的五项运动是哪五项。加上，现代五项比赛延续时间较长而不利于电视转播，现代五项运动员培养成本偏高等因素，也阻碍了它在中国的普及。

## 队伍发展概况
中国第一位参加奥运会现代五项比赛的运动员是张斌，他曾参加1988年汉城奥运会及1992年巴塞罗那奥运会赛事，但未能跻身排名榜前列。
钱震华是中国现代五项运动的第一位国际明星，他曾参加2000年，2004年，2008年三届奥运会，取得的最好成绩是北京奥运会的第四名。2005年现代五项世锦赛男子个人赛上，钱震华发挥出色以总分5756分夺得金牌，为中国实现历史性突破。2006年现代五项世界杯上，由曹忠荣、钱震华、刘杨、刘炎立4名选手组成的中国男队发挥出色，获得团体冠军。这是中国选手首次夺得现代五项世界性大赛的团体冠军。2012年伦敦奥运会，曹忠荣以总分5904分夺得该届赛事的银牌，成为第一位夺得奥运会奖牌的中国现代五项运动员，取得了又一重大突破。
女子现代五项早于1990年代初已在中国得到发展。但由于其当时还不是奥运比赛项目，而且训练成本高，中国女子现代五项队曾于1994年解散。女子现代五项成为2000年悉尼奥运会正式比赛项目后，该队于1999年重新成立。2009年世锦赛，中国现代五项女选手陈倩取得历史性突破，以5840分的成绩获得冠军，成为中国首个女子现代五项世界冠军，她也是继钱震华夺得2005年世锦赛冠军后，中国第二个现代五项世界冠军。

## 奥运奖牌一览
| 年份   | 運動員 | 比賽項目 | 獎牌 |
| ------ | ------ | -------- | ---- |
| 2012年 | 曹忠荣 | 男子     | 銀牌 |

## 著名运动员
- 钱震华
- 曹忠荣
- 陈倩

## 资料参考
- 现代五项运动在中国的发展（页面存档备份，存于）